# Centro (Montevideo)
Es coneix com a Centro al barri de la ciutat de Montevideo que té com eix l'Avinguda 18 de Julio, des de la Plaça Independència fins al carrer Ejido. S'origina en el que antigament es coneixia com a Ciudad Nueva, que feia referència al desenvolupament urbà per fora de la ja inexistent muralla de la ciutat colonial. En contraposició, la ciutat colonial és coneguda com a Ciudad Vieja.
Malgrat el seu nom, no es troba al centre geomètric de la ciutat, ja que la mateixa en créixer es va expandir molt més cap a l'est que cap a l'oest. Més enllà de la seva ubicació, la gran concentració de serveis, oficines públiques i privades, comerços, cinemes i teatres, la converteixen en una de les zones més transitades de la ciutat.
La seu del govern de Montevideo, el Palacio Municipal, es troba en aquest barri.

## Mapa i punts d'interès
|  | 1. Edifici Lapido (Palacio de la Tribuna Popular) 2. Palacio Brasil 3. Plaza Fabini 4. Plaza Cagancha 5. Mercado de la Abundancia 6. IΜΜ (Ajuntament) 7. SODRE (Orquestra Simfònica) 8. Edifici ANCAP |